# Sociedad Madrid-París

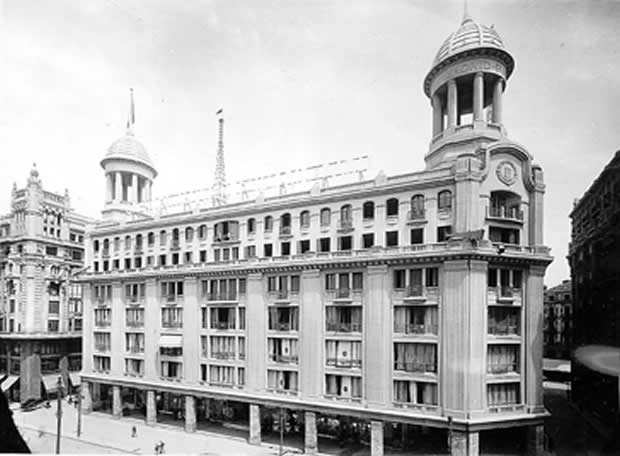
Almacenes a principios de la década de 1930

La Sociedad Madrid-París fue la dueña de los Grandes Almacenes Madrid-París, los primeros organizados por departamentos que se abrieron en la capital de España y que se inauguraron en 1924, en el número 32 de la Gran Vía, permaneciendo abiertos hasta 1934.

## Historia
La sociedad fue fundada en 1920, siendo José María González su presidente, Agustín Barbón su vicepresidente y Santiago Gommes Rodríguez el consejero delegado y secretario del consejo. Se había constituido con capital de la francesa «Societe Paris-France», dueña de la cadena de almacenes «Les Dames de France», y había comprado los inmuebles 19, 21, 23 y 25 de la calle Desengaño y el número 40 de la calle Mesonero Romanos para en un futuro albergar los Grandes Almacenes Madrid-París cuya entrada se realizaría en el nuevo edificio a través de la Avenida Pi y Margall, número 6, Avenida popularmente conocida y renombrada luego como la "Gran Vía".
En 1921 comenzaron las obras de un edificio de seis plantas en el solar adquirido que no finalizarán hasta finales de 1923 y no inaugurándose la tienda hasta enero de 1924 seis meses después de lo planeado.
Así como desde la planificación hasta la inauguración del edificio se habían producido problemas, ya que las obras habían resultado lentas debido a las huelgas y a la complejidad de la construcción, el primer año de ventas no dio los frutos esperados. Enfocándose en el exceso de dependientes y la falta y no adecuación de la mercancía adquirida se procedió, tras retirar de su cargo al director general, a reestructurar la plantilla, a liberarse del exceso de mercancía no vendida del año anterior, aplicando una suerte de rebajas, y a reestructurar las secciones. Igualmente dada la carga financiera que la empresa soportaba, debido a la potente inversión en la construcción del edificio y a la adquisición de mercancía, se decidió arrendar la sexta planta del edificio a Unión Radio con la doble intención de conseguir una fuente de ingresos y publicidad. En junio de 1925 Unión Radio comenzaría sus emisiones desde aquí sin que hayan cesado hasta la fecha.
Las anteriores y otras reformas llevaron a la Sociedad a salir de las pérdidas en 1929 y a comenzar su expansión por España en 1930 abriendo nuevas sucursales en Cuenca y Campo de Criptana.
No obstante la situación sociopolítica que a partir de 1930 se produce hace que la sociedad entre en una espiral de pérdidas y que finalmente cierre sus puertas en 1934. Tras su cierre el edificio se vendió por partes a tres sociedades. La primera Unión Radio que permaneció en la sexta planta y la azotea. En la octava planta tienen también sus estudios centrales la cadena musical 40 Principales. La segunda a la Sociedad Española de Precios Únicos (Sepu) que abriría ese mismo año sus Almacenes Populares Sepu y la tercera a la Sociedad Anónima de Programas y Espectáculos que abriría en 1935 el Cine Madrid-París.
Tras una profunda reforma en toda la superficie interior, en la que se ha intentado recuperar en parte la imagen de sus inicios, en la actualidad alberga la mayor tienda en España de la cadena Primark, inaugurada en octubre de 2015.